# Alexandru Comșa
Alexandru Comșa (n. 4 septembrie 1877, Făgăraș) a fost un deputat în Marea Adunare Națională de la Alba Iulia, organismul legislativ reprezentativ al „tuturor românilor din Transilvania, Banat și Țara Ungurească”, cel care a adoptat hotărârea privind Unirea Transilvaniei cu România, la 1 decembrie 1918.

## Biografie
A fost notar, în comuna Scorei, din județul Făgăraș. 

## Activitate politică
După 1918 a fost vicepreședinte și mai apoi președinte al Comitetului Național din Mediaș.